# The Door Is Open
The Door Is Open – drugi studyjny album jazzrockowej grupy Pork Pie, nagrany między 29 sierpnia a 2 września 1975 w Morgan Studio, w Brukseli. LP wydany w 1976 przez wytwórnię MPS Records.

## Muzycy
- Jasper van ’t Hof – fortepian elektryczny (solo: B3), organy preparowane (solo: B3), fortepian (solo: A3)
- Charlie Mariano – saksofon sopranowy (solo: A1), saksofon altowy (solo: B1), flet (solo: A4, B4), flet bambusowy, nagaswaram
- Philip Catherine – gitara elektryczna (solo: A2), gitara akustyczna, banjo
- Bo Stief – gitara basowa
- John Marshall – perkusja

## Lista utworów
Strona A
| 1. | „"Devil Toes"” (Philip Catherine)               | 5:31  |
|    |                                                 |       |
| 2. | „Zana” (Charlie Mariano)                        | 7:17  |
|    |                                                 |       |
| 3. | „Telisi Rama” (Tyagaraja, arr. Charlie Mariano) | 5:02  |
|    |                                                 |       |
| 4. | „He' s Gone” (Charlie Mariano)                  | 2:25  |
|    |                                                 |       |
|    |                                                 | 20:15 |
|    |                                                 |       |
Strona B
| 1. | „Simul Synchrone” (Jasper van ’t Hof) | 6:10  |
|    | |       |
| 2. | „Avoid The Year Of The Monkey” (Charlie Mariano) | 9:30  |
|    | - Part 1 (Jasper van ’t Hof –fortepian elektryczny, organy; Charlie Mariano –saksofon altowy; Philip Catherine –gitara elektryczna) - Part 2 (solo: Jasper van ’t Hof – organy) |       |
| 3. | „Fugaway” (Jasper van ’t Hof) | 0:50  |
|    | |       |
| 4. | „The Door Is Open” (Jasper van ’t Hof) | 6:25  |
|    | |       |
|    | | 22:55 |
|    | |       |

## Informacje uzupełniające
- Producent – Achim Hebgen
- Inżynier nagrań – Mike Bobak
- Projekt okładki – Frieder Grindler